# Гейврілл (Нью-Гемпшир)
Гейврілл (англ. Haverhill) — місто (англ. town) в США, в окрузі Ґрафтон штату Нью-Гемпшир. Населення — 4585 осіб (2020).

## Демографія
Згідно з переписом 2010 року, у місті мешкало 4697 осіб у 1928 домогосподарствах у складі 1208 родин. Було 2379 помешкань
Расовий склад населення:
| - 96,7 % — білих - 0,9 % — азіатів - 0,4 % — корінних американців - 0,4 % — чорних або афроамериканців - 0,1 % — вихідців з тихоокеанських островів |

До двох чи більше рас належало 1,2 %. Частка іспаномовних становила 1,3 % від усіх жителів.
За віковим діапазоном населення розподілялося таким чином: 19,4 % — особи молодші 18 років, 61,9 % — особи у віці 18—64 років, 18,7 % — особи у віці 65 років та старші. Медіана віку мешканця становила 45,0 року. На 100 осіб жіночої статі у місті припадало 97,9 чоловіків;  на 100 жінок у віці від 18 років та старших — 94,9 чоловіків також старших 18 років.
Середній дохід на одне домашнє господарство  становив 69 842 долари США (медіана — 53 869), а середній дохід на одну сім'ю — 81 156 доларів (медіана — 62 500). Медіана доходів становила 42 311 долар для чоловіків та 35 644 долари для жінок. За межею бідності перебувало 7,6 % осіб, у тому числі 7,5 % дітей у віці до 18 років та 3,2 % осіб у віці 65 років та старших.
Цивільне працевлаштоване населення становило 2438 осіб. Основні галузі зайнятості: освіта, охорона здоров'я та соціальна допомога — 34,2 %, мистецтво, розваги та відпочинок — 11,4 %, будівництво — 10,2 %, роздрібна торгівля — 9,8 %.